# Палавандишвили, Леван Георгиевич
Леван Георгиевич Палавандишвили (груз. ლევან ფალავანდიშვილი; 1906—1997) — советский грузинский баскетболист.

## Биография
С 14 лет занимался различными видами спорта в клубах Тифлиса. С 1926 года увлёкся баскетболом. В 1927—1929 годах играл за команду Тбилисского государственного университета.
С 1934 года — игрок «Динамо». В 1935 году становится бронзовым призёром чемпионата СССР. В 1934 году стал первым грузином, приглашённым в сборную.
По окончании карьеры — баскетбольный судья. Судил игры чемпионата СССР и Европы.
Заслуженный мастер спорта СССР (1946). Судья всесоюзной категории (1955). Судья международной категории (1957).